# Anja Witt
Anja Witt (* 1965 in Bremen) ist eine deutsche Malerin.

## Leben
Anja Witt studierte zunächst von 1984 bis 1990 Ozeanographie an der Christian-Albrechts-Universität zu Kiel, Abschluss Diplom. Von 1991 bis 1992 hatte sie eine Doktorandenstelle am Institut für Meereskunde der Universität Hamburg. 1993 erfolgte ihr Wechsel zur Kunst. Von 1993 bis 1995 hatte sie Malunterricht unter anderem bei Karin Witte. Ab 2000 erfolgte eine kontinuierliche Ausstellungstätigkeit in Einzel- und Gruppenausstellungen. Seit 2005 hat sie eine eigene Malschule in Aumühle, seit 2021 ein Atelier in Wentorf bei Hamburg.

## Werk
Witt beschäftigt sich in ihren Arbeiten mit dem Thema Meer, allerdings nicht im Sinne von klassischen Seestücken oder Illustration. Es sind vielmehr die Prozesse und Kräfte im Inneren des Ozeans, die sie als Anregung für ihre abstrakten Arbeiten nimmt und zu eigenen Bildfindungen verarbeitet. Der Ozean fungiert als Paralleluniversum, in dem z. B. Strömungen, Schichtungen und Wirbel Assoziationen zum aktuellen Zeitgeschehen nahelegen. Es sind aber auch konkrete Themen aus der Meeresforschung, die Eingang in das Werk finden. 2015 fuhr Anja Witt im Rahmen des SFB 754 mit Forschern des GEOMAR Kiel auf Expedition mit der FS Meteor, um an der Schnittstelle zwischen Kunst und Wissenschaft zu arbeiten.
Arbeiten befinden sich in privater und öffentlicher Sammlung, z. B. Landtag Kiel

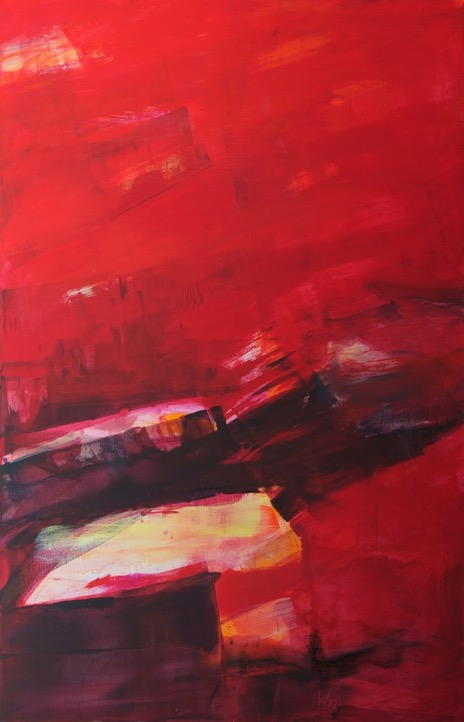
„kuroshio“, 200 × 130 cm, Acryl auf Leinwand, 2012, Anja Witt

Anja Witt ist Mitglied im BBK Hamburg und GEDOK Hamburg.

## Ausstellungen (Auswahl)
Einzelausstellungen (E), Gruppenausstellungen (G):
- 2023 „Untiefen“, Galerie Brennwald (E)[6]
- 2022 „Wir über uns“, Drostei Pinneberg (G)[7]
- 2021 „angekommen“,Galerie Brennwald, Kiel (G)[8]
- 2021 „sea notes“, Galerie Essig, Lübeck (E)[9]
- 2020 „Meeresrauschen“, mit Monika Hahn, Galerie GEDOK Hamburg (G)
- 2019 „water event“, als Teil von „peace is power“ Yoko Ono, Museum der bildenden Künste, Leipzig (G)
- 2019 „Kunstpreis 2019“, Palais Rastede, Rastede (G)[10]
- 2019 „into the ocean“,Bunker D, Kiel (E)[11]
- 2019 „waterproof“, Galerie 149, Bremerhaven (E)[12]
- 2018 „10.Meldorfer Culturpreis“, Dithmarscher Landesmuseum (G)
- 2018 „35“, Kunstverein Elmshorn (G)[13]
- 2016 „aus der Tiefe“, Galerie Brennwald, Kiel (E)
- 2016 „beyond the sea“, Galerie Reinhardt & Partner contemporary, Hamburg (E)
- 2016 „Flux“, Otto-von-Bismarck-Stiftung, Friedrichsruh (E)
- 2015 „Befreiung“, KUBUS Hannover (G)[14]
- 2015 „Strich oder Linie“, Kunsthaus Hamburg (G)[15]
- 2015 „Vater Kunstpreis“ Die Finalisten, Kiel (G)[16]
- 2014 „Affordable Art Fair“,CCA&A Gallery, Hamburg (G)
- 2014 „Art/Works“, Robert C.Spies, Bremen (E)
- 2014 „Landesschau“, Bund Bildender Künstler SSH, Ostholstein Museum, Eutin (G)[17]
- 2013 „Affordable Art Fair“, CCA&A Gallery, Hamburg (G)
- 2012 „Tag der Norddeutschen“, NDR TV Dokumentation[18]
- 2012 „in motion“, BMW Hauptniederlassung, München (E)
- 2011 „17 hours“, Fabrik der Künste, Hamburg (E)
- 2011 „Wasser“,Kunsthalle Messmer, Riegel (G)[19]
- 2010 „Nordart“, Kunst in der Carlshütte, Büdelsdorf (G)
- 2008 „Die Farbe Rot“, Galerie Gardy Wiechern, Hamburg (G)